# 레본 5세

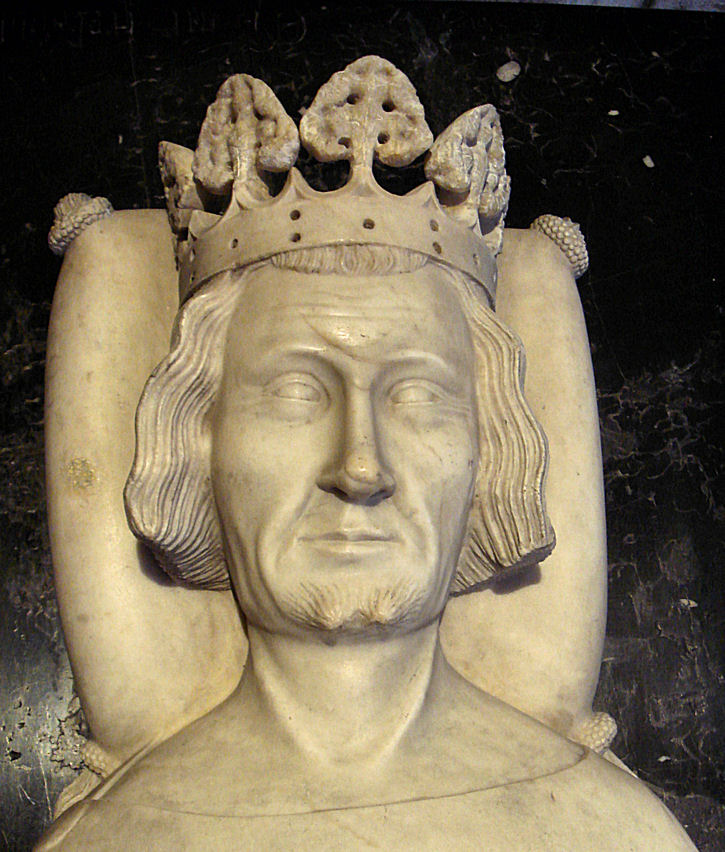
레본 5세

레본 5세 뤼지냥(아르메니아어: Լևոն Զ Լուսինյան) 혹은 레옹 드 뤼지냥(프랑스어: Léon de Lusignan)은 킬리키아 아르메니아 왕국의 마지막 군주이다. 키프로스 왕국의 국왕 위그 3세의 증손이다.
| 전임 콘스탄틴 4세 | 킬리키아 아르메니아 왕 1374년 - 1375년 | 후임 맘루크 술탄국의 정복으로 멸망 |